# Pryssing
Pryssing, det vill säga preussiskt öl, var det svenska namnet på det humleinnehållande vörtöl som importerades från Preussen under framförallt femtonhundratalet. Det tillverkades i Danzig under namnet Danziger Jopenbier. Pryssing hade en stamvörtstyrka på 50 % och "var tjockt som sirap". Alkoholhalten var dock inte högre än cirka 4,4 volymprocent. Genom en första och en andra pålakning, efterlakning med hett vatten som sänkte vörthalten,  erhölls toffelbier (Tafelbier) och krylling.